# 6等艦
6等艦 (sixth-rate) は、イギリス海軍がかつて使用していた9ポンド砲を20ないし28門搭載する軍艦の分類。
通常は150-240名の乗員が乗っており、トン数は450から550トンの間だった。1隻の28門艦には士官が18名配置されており、主要な役職としては艦長と海尉が2人、准士官として航海長、船医、主計長、掌砲長、掌帆長、4人の士官候補生が挙げられる。残りの乗員は水兵と海兵隊員である。
6等艦はさらに2つに分類できる。大型のものはフリゲートである。ナポレオン戦争での経験から、この種の艦は5等フリゲートと同様の任務をこなすのには小さすぎると考えられるようになり、次第に消滅していった。これら6等フリゲートは、後に「まぬけなフリゲート」 (jackass frigate) と称されるようになった。
より小型の艦はポスト・シップとして知られており、勅任艦長が指揮をとると定められている艦の中で一番小さな艦種である。
6等艦よりも小さな艦艇についてはイギリス海軍の等級制度を参照。